# كيث جيلبرتسون
كيث جيلبرتسون (بالإنجليزية: Keith Gilbertson)‏ هو مدرب رياضي أمريكي، ولد في 15 مايو 1948 في سنوهوميش في الولايات المتحدة.